# Chris Cooper (fútbol americano)
Chris Cooper (27 de diciembre de 1977 en Lincoln, Nebraska) es un jugador profesional de fútbol americano juega la posición de defensive lineman para Oakland Raiders en la National Football League. Fue seleccionado por Oakland Raiders en la sexta ronda del Draft de la NFL de 2001. Jugó de colegial en Nebraska-Omaha.
También participó con Dallas Cowboys, San Francisco 49ers, Seattle Seahawks y Arizona Cardinals en la NFL, y California Redwoods en la United Football League.

## Estadísticas UFL
| Temporada | Año | Tkl | Ast | Tot | Sck | Yds | FF |
| --------- | --- | --- | --- | --- | --- | --- | -- |
| 2009      | CAR | 5   | 3   | 6.5 | 1.0 | 9   | 1  |